# Florentin (Tarn)
Florentin (en francès Florentin) és un municipi francès situat al departament del Tarn i a la regió d'Occitània.

## Demografia
| 1962                                       | 1968 | 1975 | 1982 | 1990 | 1999 | 2006 |
| ------------------------------------------ | ---- | ---- | ---- | ---- | ---- | ---- |
| 374                                        | 379  | 440  | 475  | 553  | 582  | 662  |
| Des de 1962: població sense dobles comptes |      |      |      |      |      |      |

## Administració
| Període   | Identitat       | Partit |
| --------- | --------------- | ------ |
| 1965-1972 | Norbert Itrac   |        |
| 1972-1995 | Fernand Malie   |        |
| 1995-2008 | Michel Flottard |        |
| 2008-     | Jean-Marc Duboe |        |